# Ukrainische Eishockeyliga 2003/04
Die Saison 2003/04 war die elfte Spielzeit der ukrainischen Eishockeyliga, der höchsten ukrainischen Eishockeyspielklasse. Meister wurde zum insgesamt siebten Mal in der Vereinsgeschichte der HK Sokol Kiew.

## Modus
Die zwölf Teilnehmer wurden in der Hauptrunde in zwei Divisionen aufgeteilt. Die drei bestplatzierten Mannschaften der Division A qualifizierten sich direkt für das Playoff-Halbfinale. Der Viertplatzierte der Division A qualifizierte sich für die Pre-Playoffs ebenso wie der Sieger der Division B. In den Playoffs wurde der Meister ausgespielt. Der HK Sokol Kiew als Teilnehmer der East European Hockey League war automatisch für das Playoff-Finale qualifiziert. Für einen Sieg nach regulärer Spielzeit erhielt jede Mannschaft drei Punkte, für einen Sieg nach Overtime zwei Punkte, bei einem Unentschieden gab es ein Punkt und bei einer Niederlage nach Overtime sowie nach regulärer Spielzeit null Punkte.

## Hauptrunde

### Division A
|    | Klub                | Sp | S  | OTS | U | OTN | N  | Tore    | Punkte |
| -- | ------------------- | -- | -- | --- | - | --- | -- | ------- | ------ |
| 1. | HK Kiew             | 16 | 15 | 0   | 0 | 0   | 1  | 102:018 | 45     |
| 2. | HK ATEK Kiew        | 16 | 10 | 0   | 2 | 0   | 4  | 055:041 | 32     |
| 3. | Barwinok Charkiw    | 19 | 8  | 1   | 2 | 0   | 8  | 077:044 | 28     |
| 4. | Druschba-78 Charkiw | 17 | 3  | 1   | 0 | 1   | 12 | 047:043 | 11     |
| 5. | Chimik Sewerodonezk | 16 | 0  | 0   | 0 | 1   | 15 | 020:155 | 0      |

Sp = Spiele, S = Siege, U = Unentschieden, N = Niederlagen, OTS = Overtime-Sieg, OTN = Overtime-Niederlage

### Division B

#### Gruppe A
|    | Klub                            | Punkte |
| -- | ------------------------------- | ------ |
| 1. | HK Dnipro Cherson               | 8      |
| 2. | Politechnik Kiew                | 6      |
| 3. | Dniprowski Wowky Dnipropetrowsk | 3      |
| 4. | Sumski Worony Sumy              | 0      |

Sp = Spiele, S = Siege, U = Unentschieden, N = Niederlagen

#### Gruppe B
|    | Klub                    | Punkte |
| -- | ----------------------- | ------ |
| 1. | Meteor Dnipropetrowsk   | 6      |
| 2. | Soniachna Dolyna Odessa | 3      |
| 3. | Gladiator Lwiw          | 0      |

Sp = Spiele, S = Siege, U = Unentschieden, N = Niederlagen

#### Platzierungsrunde
Spiel um Platz 5
- Dniprowski Wowky Dnipropetrowsk – Gladiator Lwiw 2:4

Spiel um Platz 3
- Politechnik Kiew – Soniachna Dolyna Odessa 2:3

Finale
- HK Dnipro Cherson – Meteor Dnipropetrowsk 5:9

## Play-offs
Qualifikation
- Druschba-78 Charkiw – Meteor Dnipropetrowsk 3:5; 2:1

Halbfinale
- HK ATEK Kiew – Barwinok Charkiw 2:1
- HK Kiew – Meteor Dnipropetrowsk 2:0

Final-Qualifikation
- HK Kiew – HK Atek Kiew 2:0

Finale
- HK Sokol Kiew – HK Kiew 2:0